# Ácido p-hidroxibenzoico
El ácido p-hidroxibenzoico, ácido para-hidroxibenzoico o ácido 4-hidroxybenzoico es un ácido monohidroxibenzoico, un derivativo fenólico del ácido benzoico. Es un sólido cristalino blanco ligeramente soluble en agua y cloroformo, pero más soluble en disolventes orgánicos polares tales como alcoholes y acetona.
El ácido p-hidroxibenzoico es principalmente conocido como base para la preparación de sus ésteres, conocidos como parabenos, los cuales se han usado tradicionalmente como conservantes en muchos tipos de fórmulas químicas debido a sus propiedades bactericidas y fungicidas, si bien ahora crece la controversia sobre sus beneficios por sus posibles efectos cancerígenos.
Este compuesto químico es isómero del ácido 2-hidroxibenzoico, más conocido como ácido salicílico, precursor de la aspirina.
- Datos: Q229970
- Multimedia: 4-Hydroxybenzoic acid / Q229970

1. ↑  Número CAS